# La Fita Alta
La Fita Alta és una muntanya de 286 metres situada entre els municipis de Sidamon i Torregrossa al Pla d'Urgell.
Al cim podem trobar-hi un vèrtex geodèsic (referència 257115001).
Aquest cim està inclòs al llistat dels 100 cims de la FEEC